# Emily Wants to Play
Emily Wants to Play é um jogo eletrônico do gênero survival horror criado pelo desenvolvedor independente Shawn Hitchcock. O jogo foi lançado para as plataformas Microsoft Windows e OS X em 10 de dezembro de 2015. Posteriormente também foi lançado para o iOS e Android em 30 de janeiro de 2016, PlayStation 4 em 19 de agosto de 2016 e Xbox One em 13 de outubro de 2016. O jogo foi adaptado para ser jogado em realidade virtual utilizando o HTC Vive ou Oculus Rift em 25 de agosto de 2016.
O jogador assume o papel de um homem entregador de pizzas que foi preso em uma casa por uma jovem chamada Emily e seus três bonecos. Cada nível do jogo é representado por uma hora diferente da noite das 23h às 6h. Durante esses níveis, aparecem várias combinações das bonecas e da Emily. O jogador deve aprender a interagir com Emily e suas bonecas para sobreviver a noite.

## Enredo
Um mês atrás, duas pessoas foram encontradas mortas na sala de estar de sua casa enquanto estavam empacotando suas coisas para se mudarem. Uma pizza é encomendada até a casa por meio de um serviço de entrega de pizza online. O sujeito que a pediu trata-se, presumivelmente, de uma garota falecida e fantasmagórica chamada Emily. Um entregador de pizza vem à casa para completar o pedido. Os detalhes na ordem em que se explicam são de que a porta está aberta para entrar diretamente para dentro da casa. Quando o entregador de pizza entra, a porta é fechada e trancada atrás dele. Durante a sua estadia na casa, o homem encontra Emily e três bonecas vivas chamadas Kiki, Mr. Tatters e Chester. Elas querem jogar variações de jogos infantis com ele, como peek-a-boo, pega-pega, estátua e esconde-esconde. Um quadro branco na cozinha informa o oposto do que ele precisa fazer para sobreviver. Se o entregador de pizza jogar esses jogos corretamente e sobreviver das 11 ate ás 6 horas da manhã, Emily e as bonecas o deixarão livre. Quando o entregador de pizza finalmente escapa, a polícia retorna para averiguar a casa. Um noticiário exclama que o entregador de pizza agora está sob avaliação psiquiátrica, mas as bonecas que combinaram com sua descrição foram recuperadas.
De acordo com as notas na casa, Emily era uma garota deprimida que encontrou algumas bonecas no porão. Ela considerava as bonecas como suas amigas, mas seus pais gostavam de tirá-las das mãos dela. As gravações deixadas para trás parecem ser da mãe de Emily, e foram gravadas para ajudar com sua própria depressão. As gravações explicam que Emily começou a agir estranhamente desde que se mudaram para cá, presumivelmente porque não gostou de sua nova casa. Emily estava mostrando sinais de comportamento errático e violento que a levaram a prejudicar outras crianças na escola e assassinar o cachorro que eles a compraram. Por isso, seus pais decidiram mantê-la dentro de casa e trancada no porão. Durante esse tempo, Emily encontrou as bonecas, e ocorrências ainda mais estranhas começaram a acontecer. As bonecas apareciam em diferentes lugares ao redor da casa sem que ninguém as movesse, e Emily abriu um buraco gigante no chão do quarto, o que seria impossível para uma criança pequena. Certo dia, Emily foi encontrada sem vida no porão, fazendo seus pais resolverem se mudar de casa.
O áudio de notícias que toca em uma televisão estática explica que um casal foi morto há um mês enquanto estavam se preparando para se mudar, provavelmente os pais de Emily, e também que alguém os matou antes que pudessem realizar a mudança, podendo tratar-se da Emily ou uma de suas bonecas.
Existem sugestões para uma possível história secundária. As frases "Junte-se a Nós" e "Nós Somos Um" podem ser vistas escritas em algumas notas, na parte inferior de um computador com um Windows travado e escutadas no final de uma gravação no porão. Há também uma figura estranha retratada por trás de Emily e suas bonecas na parte de trás de uma das notas.

## Desenvolvimento
Shawn Hitchcock, o desenvolvedor, anunciou o lançamento de Emily Wants to Play para as plataformas PlayStation 4 e Xbox One, a criação de uma atualização para realidade virtual e uma sequência do jogo.